# Supin
În gramatica unor limbi, termenul „supin” (din latinescul supinum) denumește o formă verbală numită în unele gramatici „mod nepersonal și nepredicativ”, în altele „formă nominală a verbului” cu unele caracteristici morfologice, semantice și sintactice comune mai multor limbi, iar altele diferite în diverse limbi.

## În limba latină
În gramatica latină sunt luate în seamă două forme principale de supin. Una are desinență de acuzativ (-um) și are în principal funcția de complement al unui verb care exprimă deplasarea, cuvântul la supin exprimând scopul deplasării, ex. salutatum venire „a veni pentru a saluta”, Eo lusum „Merg să joc”. A doua are desinență de ablativ (-ū lung) și funcția de complement al unui adjectiv, ex. Haec res est facilis intellectū „Acest lucru este ușor de înțeles”, facilis dictū „ușor de zis”.

## În limba română
În gramaticile limbii române se consideră la modul supin (formă nominală de supin) forma de participiu a verbului precedată de regulă de o prepoziție, cel mai adesea de, altele fiind după, la, pe, pentru. Una dintre funcțiile sintactice și valorile sale este cea a celei de-a doua forme a supinului latinesc, dar mai are și alte funcții și valori.
Istoria supinului românesc este controversată. Unii cercetători îl consideră ca provenind direct din latină, alții ca fiind o creație târzie a dacoromânei, avându-și originea în substantivarea participiului, alții văd în istoria sa concordanțe cu limba albaneză.
Supinul are atât natură nominală, cât și verbală. De natura sa nominală țin funcțiile sintactice pe care le poate avea, și faptul că se construiește cu prepoziții. Natura sa verbală se manifestă prin determinantele pe care le poate primi, printre care nu se numără și atributul.
Valoarea semantică generală a supinului este numirea acțiunii ca scop, iar verbul la supin poate fi ca funcție sintactică:
- subiect: E greu de înțeles;
- predicat: De reținut acest lucru;
- nume predicativ: El era de invidiat;
- atribut: mașină de scris
- complement direct: Am terminat de scris;
- complement indirect: M-am apucat de făcut conserve;
- complemente circumstanțiale: Întârziase pe la prins raci, S-a schimbat mult, de nerecunoscut.

La rândul său, verbul la supin poate avea ca determinant complemente pe care le poate avea la modurile personale: complement direct (S-a dus la cules cireșe), complement indirect (gata de dat studenților), complement de agent: calități ușor de constatat de către oricine etc.
Forma de supin se folosește și în funcție complement de relație), repetând verbul la un mod personal, pentru a insista asupra sa: De înțeles, înțeleg românește, dar de vorbit, nu (vorbesc).

## Corespondente ale supinului în alte limbi
Sunt limbi în gramaticile cărora nu se ia în seamă o formă numită supin, dar au forme verbale nominale care îi corespund cel puțin în privința unor valori și funcții.
În limba franceză, această formă este infinitivul cu prepoziția à: rester à faire „a rămâne de făcut”, mettre du linge à sécher „a pune rufe la uscat”, Anne est à plaindre „Anne este de plâns”, un article à terminer „un articol de terminat”, un enfant dur à élever „un copil greu de crescut”.
În limba engleză sunt două forme care îndeplinesc, pe lângă multe altele, și funcții ale supinului. Una este infinitivul cu particula to: We've got these windows to paint „Avem de vopsit ferestrele astea”, The meal was ready to serve at eight „Mâncarea era gata de servit la ora opt”. Cealaltă este cea numită gerund, în sintagme considerate cuvinte compuse, ex. writing paper „hârtie de scris”.
În limba maghiară există o formă numită „participiu viitor”, care are folosiri analoge cu ale supinului prin faptul că prezintă acțiunea ca necesară sau obligatorie: A ma feladandó levelek az asztalon vannak „Scrisorile de trimis astăzi sunt pe masă”.